# 三枝利行
三枝 利行（さえぐさ としゆき、1958年 - ）は、日本の実業家。東急不動産社長。東京都出身。

## 来歴
1981年青山学院大学経済学部卒業後、東急不動産入社。
2008年執行役員資産活用事業本部長兼資産開発部統括部長、2009年執行役員経営企画部統括部長、2011年常務執行役員事業創造本部長、同年取締役常務執行役員、2014年に代表取締役に昇格したが、週刊誌報道を受け社内規定違反があったとして2015年に取締役から退任した。
記者会見にて「アタックのないところにチャンスはない。創業60年の節目を第二創業と位置付けており、東急不動産のDNAである“”ものづくりの原点”“お客さま目線”を大切にしながら、さまざまな事業にチャレンジしたい」と述べた。